# ملفين بورغس
ملفين بورغس (بالإسبانية: Melvin Burgess)‏‏ (25 أبريل 1954 في تويكنهام - ) كاتب، وروائي، وكاتب للأطفال من المملكة المتحدة.

## روابط خارجية
- ملفين بورغس على موقع IMDb (الإنجليزية)
- ملفين بورغس على موقع ميوزك برينز (الإنجليزية)
- ملفين بورغس على موقع ديسكوغز (الإنجليزية)